# Osgood, Ohio
Osgood là một làng thuộc quận Darke, tiểu bang Ohio, Hoa Kỳ. Năm 2010, dân số của làng này là 302 người.

## Dân số
- Dân số năm 2000: 255 người.
- Dân số năm 2010: 302 người.